# Thujopsis dolabrata
Thujopsis dolabrata (L.f.) Siebold & Zucc. è una specie di conifera appartenente alla famiglia Cupressaceae, l'unica specie del genere Thujopsis Siebold & Zucc. ex Endl. È anche chiamata falsa Tuia o Hiba oppure albero della vita.